# Forn de ceràmica de Cabanyes
El Forn de ceràmica de Cabanyes és una obra de Sant Fost de Campsentelles (Vallès Oriental) inclosa a l'Inventari del Patrimoni Arquitectònic de Catalunya.

## Descripció
El forn és una excavació en forma de petita habitació practicada a la roca. S'hi accedeix per un pas molt curt, per on pot passar una persona agenollada. Al sostre de l'habitació, d'uns 5 m2, hi ha practicats una sèrie de forats per deixar sortir la calor que comuniquen amb l'exterior sense oferir cap disposició regular.

## Història
El 1981 uns arqueòlegs universitaris hi ha practicar unes excavacions i van datar el forn del segle xv.